# Hans Demant
Hans Demant (* 21. September 1950 in Wiesbaden) ist ein deutscher Ingenieur. Er war vom 18. Juni 2004 bis zum 15. Januar 2010 Vorstandsvorsitzender der Adam Opel AG bzw. Vorsitzender der Geschäftsführung der Adam Opel GmbH.

## Leben
Demant schloss sein Maschinenbau-Studium an der Fachhochschule Wiesbaden als Diplom-Ingenieur ab und begann seine Karriere bei Opel in der Produktentwicklung. Nach zwei Jahren begann er ein weiteres Studium an der TU Darmstadt, das er 1979 abschloss.
Ab 2001 war er Vize-Vorstandsvorsitzender bei General Motors in Europa. Am 18. Juni 2004 wurde er Nachfolger von Carl-Peter Forster als Vorstandsvorsitzender der Adam Opel AG bzw. (seit der Umwandlung des Unternehmens in eine GmbH am 7. Dezember 2005) Vorsitzender der Geschäftsführung der Adam Opel GmbH. Am 15. Januar 2010 trat er von seinem Amt zurück, um zukünftig weltweit die Produktrechte der Opel-Mutter General Motors (GM) zu überwachen. Von Oktober 2010 bis Anfang 2016 koordinierte er internationale Projekte beim Volkswagen-Konzern.
Hans Demant ist verheiratet und hat zwei Töchter.